# Commonwealth Games 1986/Badminton (Mannschaft)
Folgend die Ergebnisse und Platzierungen bei den Commonwealth Games 1986 der Mannschaften im Badminton.

## Ergebnisse

### Halbfinale
| Mannschaft 1 | Mannschaft 2 | Ergebnis |
| ------------ | ------------ | -------- |
| England      | Schottland   | 4-1      |
| Kanada       | Australien   | 5-0      |

## Endstand
| Platz    | Name | Land        |
| -------- | --- | ----------- |
| Gold     | Andy Goode, Fiona Elliott, Gillian Clark, Gillian Gowers, Helen Troke, Nigel Tier, Nick Yates, Richard Outterside, Steve Baddeley                     | England     |
| Silber   | Claire Backhouse, Denyse Julien, John Goss, Johanne Falardeau, Ken Poole, Linda Cloutier, Mike deBelle, Mike Bitten, Mike Butler, Sandra Skillings    | Kanada      |
| Bronze   | Audrey Tuckey, Darren McDonald, Gordon Lang, Julie McDonald, Karen Jupp, Michael Scandolera, Paul Kong, Rhonda Cator, Tracey Small, Sze Yu            | Australien  |
| 4.       | Aileen Nairn, Alex White, Alison Fulton, Christine Heatly, Dan Travers, Elinor Allen, Iain Pringle, Jennifer Allen, Kenny Middlemiss, Billy Gilliland | Schottland  |
| Vorrunde | Andrew Podger, Andrew Trebert, Bridget Hunt, Darren Le Tissier, Frances Smith, John Stuart, Liam McKenna, Susan Gammie, Sarah Le Moigne, Wendy Luxton | Guernsey    |
| Vorrunde | Ian Anderson, Paul Martin, Rosie Johnson, Sharon Baird                                                                                                | Isle of Man |
| Vorrunde | Glenn Stuart, Graeme Robson, Katrin Lockey, Karen Phillips, Kerrin Harrison, Philip Horne, Toni Whittaker                                             | Neuseeland  |
| Vorrunde | Ann Stephens, Barbara Beckett, George Stephens, Holly Lane, Rikki Keag, Peter Ferguson, Bill Thompson                                                 | Nordirland  |
| Vorrunde | Chris Rees, Lesley Roberts, Lnydon Williams, Philip Sutton, Sarah Doody                                                                               | Wales       |
| Vorrunde | Amy Chan, Tong Chun Mui, Tse Bun, Lai Hung, Poon Wai Na, Yeung Yik Kei                                                                                | Hongkong    |